# ウィル・ベッドナー
ウィリアム・ロス・ベッドナー（William Ross Bednar, 2000年6月13日 - ）は、アメリカ合衆国ペンシルベニア州ピッツバーグ出身の野球選手（投手）。右投右打。MLBのサンフランシスコ・ジャイアンツ傘下所属。
ピッツバーグ・パイレーツ所属のデビッド・ベッドナーは実兄である。

## 経歴
高校卒業後はオハイオ州立大学へ進学する予定だったが、後にミシシッピ州立大学へ進路を変更した。2019年のMLBドラフトで指名がなかったため、予定通りミシシッピ州立大学へ進学した。
大学1年目の2020年は新型コロナウイルスの影響でシーズンが打ち切られたが、4試合（先発1試合）に登板して0勝1敗、防御率1.76、23奪三振の成績を記録した。
2年目の2021年にチームはメンズ・カレッジ・ワールドシリーズに進出し、一昨年の優勝校であるヴァンダービルト大学と対戦。勝利した方が優勝となる第3戦に先発登板し、6回を無安打無失点に抑える好投を見せる。チームも9-0で勝利して優勝し、自身はシリーズ最優秀選手賞を受賞した。このシーズンは18試合（先発15試合）に登板して8勝1敗、防御率3.65、135奪三振の成績を記録し、オールサウスイースタン・カンファレンスチームに選出された。その後、この年のMLBドラフト1巡目（全体14位）でサンフランシスコ・ジャイアンツから指名されプロ入り。契約金は365万ドル。